# Alameda (Spagna)
Alameda è un comune spagnolo di 4 982 abitanti situato nella comunità autonoma dell'Andalusia.

## Geografia fisica
Il comune è attraversato dal fiume Genil.